# Coeliccia cyaneothorax
Coeliccia cyaneothorax är en trollsländeart som beskrevs av Douglas E. Kimmins 1936. Coeliccia cyaneothorax ingår i släktet Coeliccia och familjen flodflicksländor. Inga underarter finns listade i Catalogue of Life.